# The Velvet Underground (álbum)
The Velvet Underground es el tercer álbum del grupo de música The Velvet Underground, y el primero editado tras la expulsión del grupo de John Cale, enemistado entonces con Lou Reed.

## Historia
En agosto de 1968, Cale es despedido sin explicaciones por un Lou Reed que desea serenar el estilo del grupo y evolucionar hacia terrenos en apariencia menos peligrosos. A pesar de la conexión Warhol, sus discos no se venden. El enfrentamiento entre las personalidades de Reed y Cale, que había sido la identidad artística misma del grupo y su fuerza motriz, desaparece. Con Cale se van su chirriante viola y las aristas de radicalismo sonoro que les habían empujado hacia universos inexplorados. Su sustituto, Doug Yule, se amoldará a la personalidad del líder y servirá de nexo con la normalidad durante la segunda etapa del grupo, puntuada por elepés de sonoridad más simple y temática más espiritual.
Si el primer LP, "The Velvet Underground and Nico", es un billete de ida sin vuelta hacia la calle, al submundo, la realidad y el delirio, y el segundo, "White Light/White Heat", es un paso adelante hacia el abismo, entonces el "equilibrio" llega con el homónimo tercer LP. A través de una extraordinaria colección de canciones cuya serenidad contrasta con la virulencia anterior, se nos cuenta la historia de Candy, personaje que va de la confusión a la claridad y de la oscuridad a la luz mientras se suceden ante nuestros sentidos tonadas tan sugerentes como “Some Kinda Love”, en la que se nos descubre que ninguna clase de amor es mejor que otra, o las melódicas "Pale Blue Eyes", "Jesus", "I'm Set Free" y "After Hours". Su penoso estado mental al iniciarse la trama queda magníficamente retratado en "What Goes On"; de la misma manera que "Beginning To See The Light", nos transmite el entusiasmo de la liberación. También debe resaltarse el monumental experimento de poesía automática realizado en "The Murder Mystery": dos discursos paralelos, hechos de absurdos y frases inconexas, que deben leerse (descifrarlos de oído es prácticamente imposible) para creerse.
The Velvet Underground fue incluido en el libro "1001 albums you must hear before you die", del crítico británico Robert Dimery.

## Lista de canciones
Para el álbum se hicieron dos mezclas, la original de Val Valentin, y otra, hecha por Lou Reed que destaca las voces y los solos de guitarra, nombrada por Sterling Morrison como el "Closet Mix", ya que para él se escuchaba como si estuviera grabado en un closet, aunque la mezcla de Valentin es la más conocida. Se hicieron de esta mezcla sus versiones en monoaural y estereofónico, donde la principal diferencia entre estos dos es que se usan dos tomas completamente diferentes de "Some Kinda Love".

### Cara A
1. "Candy Says" (Lou Reed) 04:02
2. "What Goes On" (Lou Reed) 04:52
3. "Some Kinda Love" (Lou Reed) 04:00
4. "Pale Blue Eyes" (Lou Reed) 05:38
5. "Jesus" (Lou Reed) 03:22

### Cara B
1. "Beginning to See the Light" (Lou Reed) 04:38
2. "I'm Set Free" (Lou Reed) 04:01
3. "That's the Story of My Life" (Lou Reed) 01:56
4. "The Murder Mystery" (Lou Reed) 08:53
5. "After Hours" (Lou Reed) 02:07

### Edición Super Deluxe del 45 Aniversario
Los discos 1 y 2 son la mezcla original para el álbum de Val Valentin y el "Closet Mix" respectivamente del álbum entero, mientras que el tercer disco es la mezcla en monoaural. Los discos 2 y 3 tienen algunos bonus tracks.
| Bonus tracks del disco 2 |                                                       |          |  |
| N.º                      | Título                                                | Duración |  |
| 11.                      | «Beginning to See the Light» (Closet Mix alternativo) | 4:44     |  |

| Bonus tracks del disco 3 |                                              |          |  |
| N.º                      | Título                                       | Duración |  |
| 11.                      | «What Goes On» (Mezcla en mono del sencillo) | 2:34     |  |
| 12.                      | «Jesus» (Mezcla en mono del sencillo)        | 3:19     |  |

| Disco 4: Sesiones de 1969 |                                                                  |          |  |
| N.º                       | Título                                                           | Duración |  |
| 1.                        | «Foggy Notion» (Mezcla original de 1969)                         | 6:58     |  |
| 2.                        | «One of These Days» (Re-mezcla de 2004)                          | 4:09     |  |
| 3.                        | «Lisa Says» (Re-mezcla de 2004)                                  | 3:00     |  |
| 4.                        | «I'm Sticking with You» (Mezcla original de 1969)                | 2:25     |  |
| 5.                        | «Andy's Chest» (Mezcla original de 1969)                         | 2:55     |  |
| 6.                        | «Coney Island Steeplechase» (Re-mezcla de 2004)                  | 2:32     |  |
| 7.                        | «Ocean» (Mezcla original de 1969)                                | 5:13     |  |
| 8.                        | «I Can't Stand It» (Re-mezcla de 2004)                           | 3:26     |  |
| 9.                        | «She's My Best Friend» (Mezcla original de 1969)                 | 3:07     |  |
| 10.                       | «We're Gonna Have a Real Good Time Together» (Re-mezcla de 2004) | 2:56     |  |
| 11.                       | «I'm Gonna Move Right In» (Mezcla original de 1969)              | 6:32     |  |
| 12.                       | «Ferryboat Bill» (Mezcla original de 1969)                       | 2:13     |  |
| 13.                       | «Rock & Roll» (Mezcla original de 1969)                          | 5:15     |  |
| 14.                       | «Ride Into the Sun» (Re-mezcla de 2004)                          | 3:33     |  |

| Disco 6: En vivo en The Matrix (Parte 1) |                                              |          |  |
| N.º                                      | Título                                       | Duración |  |
| 1.                                       | «I'm Waiting for the Man»                    | 5:29     |  |
| 2.                                       | «What Goes On»                               | 4:33     |  |
| 3.                                       | «Some Kinda Love»                            | 4:03     |  |
| 4.                                       | «Over You»                                   | 3:01     |  |
| 5.                                       | «We're Gonna Have a Real Good Time Together» | 3:25     |  |
| 6.                                       | «Beginning to See the Light»                 | 5:37     |  |
| 7.                                       | «Lisa Says»                                  | 5:59     |  |
| 8.                                       | «Rock & Roll»                                | 6:54     |  |
| 9.                                       | «Pale Blue Eyes»                             | 6:04     |  |
| 10.                                      | «I Can't Stand It Anymore»                   | 6:51     |  |
| 11.                                      | «Venus in Furs»                              | 4:36     |  |
| 12.                                      | «There She Goes Again»                       | 3:14     |  |

| Disco 6: En vivo en The Matrix (Parte 2) |                          |          |  |
| N.º                                      | Título                   | Duración |  |
| 1.                                       | «Sister Ray»             | 36:52    |  |
| 2.                                       | «Heroin»                 | 8:13     |  |
| 3.                                       | «White Light/White Heat» | 8:41     |  |
| 4.                                       | «I'm Set Free»           | 4:46     |  |
| 5.                                       | «After Hours»            | 2:55     |  |
| 6.                                       | «Sweet Jane»             | 4:17     |  |

## Enlaces
- Página de Velvet Underground (en español)
- The Velvet Underground (en español)